# Hotel Statler
El Hotel Statler, también conocido por razones comerciales como Capital Hilton, es un hotel histórico ubicado justo al norte de la Casa Blanca en la calle 16 en Washington D. C. (Estados Unidos)

## Historia
El hotel fue construido por Statler Hotels y comenzó a construirse en 1940. Se inauguró el 18 de enero de 1943, en plena Segunda Guerra Mundial, como el Hotel Statler. Una vez terminado, el edificio se elevó 46 m, que consta de 13 plantas. El arquitecto del edificio de estilo moderno temprano fue Holabird & Root LLC, AR Clas Associates.
En 1947, Larry Doby, el primer jugador de béisbol negro en integrar la Liga Americana, se convirtió en el primer huésped negro del hotel cuando los Indios de Cleveland estaban en la ciudad para jugar contra los Washington Senators.
Las escenas de la película clásica de 1950 Nacida ayer se filmaron fuera del hotel y en su vestíbulo, y gran parte de la película está ambientada en una de las suites de lujo del hotel, que se reprodujo en un estudio de sonido.
La cadena Statler Hotels se vendió a Hilton Hotels en 1954 y el hotel pasó a llamarse The Statler Hilton en 1958. El 15 de enero de 1977, el hotel pasó a llamarse The Capital Hilton. CNL Financial Group comenzó a ser copropietario de la propiedad con Hilton en 2003. En 2007, Capital Hilton se encontraba entre las propiedades vendidas por CNL a Ashford Hospitality Trust. En 2013, Ashford Hospitality Trust escindió Capital Hilton y otros siete hoteles como una empresa separada, Ashford Hospitality Prime. En 2018, el nombre de la empresa matriz pasó de Ashford Hospitality Prime a Braemar Hotels & Resorts.
El National Trust for Historic Preservation aceptó al Capital Hilton como parte de Historic Hotels of America en 2014.